# Вилађо Фонтемађи (Римини)
Вилађо Фонтемађи је насеље у Италији у округу Римини, региону Емилија-Ромања.
Према процени из 2011. у насељу је живело 488 становника. Насеље се налази на надморској висини од 15 м.